# Brekovica
Brekovica je naselje v občini Bihać, Bosna in Hercegovina. 

## Deli naselja
Brekovica, Bukovac, Dubrave, Durići in Zabukovac.

## Prebivalstvo
| Pregled števila prebivalcev po letih | Pregled števila prebivalcev po letih | Pregled števila prebivalcev po letih | Pregled števila prebivalcev po letih | Pregled števila prebivalcev po letih | Pregled števila prebivalcev po letih |
| ------------------------------------ | ------------------------------------ | ------------------------------------ | ------------------------------------ | ------------------------------------ | ------------------------------------ |
| 1948                                 | 1953                                 | 1961                                 | 1971                                 | 1981                                 | 1991                                 |
| -                                    | -                                    | -                                    | 1.456                                | 1.543                                | 1.833                                |

| Narodna sestava prebivalstva po letih                                                                                          | Narodna sestava prebivalstva po letih                                                                                            | Narodna sestava prebivalstva po letih                                                                                           |
| --- | --- | --- |
| 1971 | 1981 | 1991 |
| . skupaj: 1.456 Muslimani 1.439 (98,83 %) Srbi 6 (0,41 %) Hrvati 1 (0,06 %) Jugoslovani 2 (0,13 %) drugi in neznano 8 (0,54 %) | . skupaj: 1.543 Muslimani 1.515 (98,18 %) Srbi 3 (0,19 %) Hrvati 2 (0,12 %) Jugoslovani 13 (0,84 %) drugi in neznano 10 (0,64 %) | . skupaj: 1.833 Muslimani 1.779 (97,05 %) Hrvati 1 (0,05 %) Srbi 1 (0,05 %) Jugoslovani 4 (0,21 %) drugi in neznano 48 (2,61 %) |